# Les Aventures de Saturnin
Les Aventures de Saturnin foi criada pelo cineasta francês Jean Tourane, que dirigiu e produziu a série entre 1965 e 1970. A série de televisão francesa, com 78 episódios, apresentava um pato chamado Saturnino e seus amigos animais, vivendo aventuras humorísticas e educativas. Os episódios combinavam ação e histórias simples, utilizando animais reais em miniaturas de cenários.
A série estreou em 18 de Novembro de 1965 na França no l’ORTF.
No Brasil o patinho mais simpático chegou no nosso país no início dos anos 70 na Rede Globo com a dublagem do Cinecastro.
depois de alguns anos o seriado foi exibido também na TV Tupi e TV Cultura.

## Elenco

### Atores
- Jean Tourane: Saturnino
- Robert Lamoureux: Arséne
- François Lalande: Narrador

### Vozes
| Personagem            | na FRA       | no Brasil Estúdio: Cinecastro |
| --------------------- | ------------ | ----------------------------- |
| Saturnino (Saturnine) | Jean Tourane | Carlos Marques de Oliveira    |